# 李通德
李通德（?—?），庐江郡（郡治合肥县，今安徽省合肥市）人，隋末民变庐江起义领袖。
隋朝末年，庐江人李通德聚众起义。隋炀帝大业十三年（617年）三月丁丑，李通德率起义军十万攻庐江郡城，被隋朝庐江守将左屯卫将军张镇州击败。庐江郡下辖合肥县、庐江县（今安徽省庐江县）、开化县（今安徽省六安市西南五十里青山街）、霍山县（今安徽省霍山县）、襄安县（今安徽省巢湖市）、慎县（今安徽省肥东县东北梁园镇）。